# Красна Регізла
Кра́сна Регізла́ (рос. Красная Регизла, башк. Ҡыҙыл Ырғыҙлы) — присілок у складі Архангельського району Башкортостану, Росія. Входить до складу Арх-Латиської сільської ради.
Населення — 66 осіб (2010; 64 в 2002).
Національний склад:
- башкири — 80 %